# Дарвін (місто)
Дарвін (англ. Darwin [ˈdɑrwɨn]) — місто в Австралії, столиця і найбільше місто Північної Території.

## Географія
Розташоване на березі Тиморського моря. Близькість Дарвіна до Південно-Східної Азії робить його важливим австралійськими воротами до таких країн, як Індонезія та Східний Тимор.

### Клімат
Місто розташоване у зоні, котра характеризується кліматом тропічних саван. Найтепліший місяць — листопад із середньою температурою 29.4 °C (85 °F). Найхолодніший місяць — липень, із середньою температурою 25 °С (77 °F).
| Клімат Дарвіна          | Клімат Дарвіна | Клімат Дарвіна | Клімат Дарвіна | Клімат Дарвіна | Клімат Дарвіна | Клімат Дарвіна | Клімат Дарвіна | Клімат Дарвіна | Клімат Дарвіна | Клімат Дарвіна | Клімат Дарвіна | Клімат Дарвіна | Клімат Дарвіна |
| Показник                | Січ.           | Лют.           | Бер.           | Квіт.          | Трав.          | Черв.          | Лип.           | Серп.          | Вер.           | Жовт.          | Лист.          | Груд.          | Рік            |
| Абсолютний максимум, °C | 35             | 36             | 36             | 36             | 36             | 34             | 34             | 37             | 37             | 38             | 37             | 37             | 38             |
| Середній максимум, °C   | 31             | 31             | 31             | 32             | 31             | 30             | 30             | 31             | 32             | 32             | 33             | 32             | 31             |
| Середня температура, °C | 28             | 28             | 28             | 28             | 27             | 25             | 25             | 26             | 27             | 28             | 29             | 28             | 27             |
| Середній мінімум, °C    | 25             | 24             | 24             | 23             | 22             | 20             | 19             | 20             | 23             | 25             | 25             | 25             | 23             |
| Абсолютний мінімум, °C  | 20             | 17             | 19             | 16             | 13             | 12             | 10             | 13             | 16             | 18             | 19             | 18             | 10             |
| Норма опадів, мм        | 400            | 340            | 310            | 90             | 20             | 0              | 0              | 0              | 10             | 70             | 140            | 220            | 1650           |
| Днів з опадами          | 22             | 22             | 20             | 10             | 3              | 1              | 0              | 1              | 3              | 8              | 13             | 18             | 121            |
| Вологість повітря, %    | 85             | 85             | 85             | 75             | 65             | 60             | 60             | 60             | 65             | 70             | 75             | 80             | 72.1           |
| ----------------------- | -------------- | -------------- | -------------- | -------------- | -------------- | -------------- | -------------- | -------------- | -------------- | -------------- | -------------- | -------------- | -------------- |
| Джерело: Weatherbase    |                |                |                |                |                |                |                |                |                |                |                |                |                |

## Історія

### Доєвропейські поселення
Аборигени ларракійської мовної групи населяли територію Дарвіна ще до європейської колонізації. Вони вели торгівлю з Південно-Східною Азією, Південною та Західною Австралією.
У XVII столітті північне узбережжя Австралії відвідали голландці. Вони склали перші європейські карти території; звідси беруть початок голландські імена територій, таких як Арнем-Ленд і Грут-Айленд, що означає на старому голландському «великий острів».
Першим британцем, котрого побачила гавань Дарвіна був лейтенант науково-дослідного судна «Бігль» Джон Лорта Стокс в 1839 році. Капітан корабля, командор Джон Клементс Вікхем, назвав порт на честь Чарльза Дарвіна, британського натураліста, який плавав з ними обома в більш ранній другій експедиції «Бігля».

### Новітня історія
Наприкінці 1974 року місто було майже вщент зруйновано тропічним циклоном Трейсі.
2015 року уряд Північної території за 506 мільйонів доларів передав порт Дарвін у 99-річну оренду китайському оператору Shandong Landbridge Group.
Коли правляча Ліберальна партія Північної території підписала договір оренди в 2015 році, цей крок застав тодішнього прем'єр-міністра Малкольма Тернбулла зненацька і розлютив президента США. 2021 року відносини між Австралією та  Китаєм значно погіршилися, і федеральний уряд Австралії почав розглядати питання про повернення ключової інфраструктури.